# クリストフ・シュテップ
クリストフ・シュテップ（Christoph Stepp, 1927年10月23日 - 2014年7月2日）は、ドイツの指揮者。

## 経歴
ドイツ領ブレスラウの生まれ。ミュンヘンでベッティーナ・エックルとヘルマン・ツィルヒャーの個人教授を受けてミュンヘン音楽院に進学した。
1950年にミュンヘン室内管弦楽団を結成して1956年まで首席指揮者を務め、その後はバイエルン国立歌劇場やアウクスブルク市立劇場のカペルマイスターとして活動した。1960年から1978年までラインラント＝プファルツ州立フィルハーモニー管弦楽団の首席指揮者となる。1980年からはグラウンケ交響楽団の首席指揮者となり、1990年に当オーケストラがミュンヘン交響楽団に名称を変更してから1996年までその地位にあった。
ミュンヘンにて没。